# Спасское (Приволжский район, Ивановская область)
Спасское — деревня в Приволжском районе Ивановской области, входит в состав Плёсского городского поселения.
В селе имеется храм Спаса Нерукотворного (1682).

## География
Расположено в 2 км на юго-запад от города Плёса и в 13 км на северо-восток от райцентра города Приволжск.

## История
В XVII веке по административно-территориальному делению село входило в Костромской уезд в Плесский стан. По церковно-административному делению приход относился к Плесской десятине. В 1678 году "село Спаское, что была пустошь Березники, проданное Петром Поликарповым Житковым стольнику Ивану Ипполитову Протопопову, отказано детям последняго Василью, Илье и Александру". Каменная Спасская церковь в селе Спасское в Березниках с колокольней построена в 1682 году старанием Ивана Ипполитовича Протопопова. Престолов было два: в холодной в честь Нерукотворного Образа Спасителя, в теплой — в честь Казанской иконы Божией Матери.
В конце XIX — начале XX века село входило в состав Ногинской волости Нерехтского уезда Костромской губернии, с 1918 года — Иваново-Вознесенской губернии.
С 1929 года село входило в состав Креневского сельсовета Середского района Ивановской области, с 1946 года — в составе Приволжского района, с 1963 года — в составе Фурмановского района, с 1974 года — в составе Филисовского сельсовета, с 1977 года — в составе Плесского сельсовета, с 1983 года — вновь в составе Приволжского района, с 2005 года — в составе Плёсского городского поселения.

## Достопримечательности
В селе расположена действующая Церковь Спаса Нерукотворного Образа (1682).